# Клетка для канареек
«Клетка для канареек» — драма режиссёра Павла Чухрая по мотивам пьесы Анатолия Сергеева «Случай на вокзале».

## Сюжет
В фильме показан внутренний кризис двух подростков, Олеси (дебют в кино Евгении Добровольской) и Виктора (Вячеслав Баранов). Олеся сбежала из дома, чтобы встретить отца из Риги, которому дала телеграмму, а Виктор — проиграл в карты и был вынужден обворовать квартиру. Они случайно встречаются на вокзале. Обоим ребятам кажется, что они заперты в клетке, и они пытаются вырваться на волю. В последний момент, когда они хотят уехать на поезде в Ригу, Олеся узнаёт от матери, что её отец умер год назад. Видя, как она уезжает с вокзала с матерью домой, Виктор говорит милиционеру о краже, Олеся смотрит на него из автобуса, понимая, что его арестуют.

## В ролях
- Евгения Добровольская — Олеся
- Вячеслав Баранов — Виктор
- Алиса Фрейндлих — мать Олеси
- Борис Бачурин — милиционер
- Семён Фарада — сопровождающий
- Велта Жигуре — проводница
- Валентина Ананьина — железнодорожница
- Галина Комарова — буфетчица
- Марина Левтова — работница вокзального телеграфа

## Съёмочная группа
- Авторы сценария: Анатолий Сергеев, Павел Чухрай
- Режиссёр: Павел Чухрай
- Автор и исполнитель песен: Вероника Долина
- Оператор: Михаил Биц
- Звукорежиссёр: Семён Литвинов